# Allen Klein
Allen Klein (* 18. Dezember 1931 in Newark, New Jersey; † 4. Juli 2009 in New York City, New York) war ein US-amerikanischer Geschäftsmann, Musikmanager und Chef diverser Plattenfirmen.
Allen Klein wurde als Sohn jüdischer Einwanderer aus Ungarn geboren. Sein Vater arbeitete als Fleischer, seine Mutter starb bereits vor seinem ersten Geburtstag und er wuchs in einem Waisenhaus in New Jersey auf. Als Teenager arbeitete er in verschiedenen Jobs und besuchte nebenbei die Abendschule. Im Jahr 1956 schloss er sein Studium ab und arbeitete anschließend als Buchhalter im Showgeschäft.
In den 1960er Jahren arbeitete Klein für den Soulsänger Sam Cooke und nach dessen gewaltsamen Tod 1964 nacheinander als Manager der Bands The Rolling Stones (als Nachfolger des von den Rolling Stones entlassenen Andrew Loog Oldham, für den Klein zunächst als Berater tätig gewesen war) und The Beatles (als Nachfolger von Brian Epstein nach dessen plötzlichem Tod). Gegenüber Plattenfirmen, bei denen er im Namen von Musikgruppen wie The Animals und Herman’s Hermits bei einer Beteiligung von 20 Prozent Nachzahlungen von Tantiemen erwirkte, trat Klein hart auf. Seine Arbeit als Manager der Rolling Stones endete mit einer Reihe von juristischen Auseinandersetzungen und führte schließlich dazu, dass die Rolling Stones die Urheberrechte an den wichtigsten Alben, die sie in den 1960er Jahren eingespielt hatten, teilweise verloren. Diese Alben werden auch heute noch von Kleins Firma ABKCO vertrieben.
Allen Kleins Engagement als Manager der Beatles wurde von John Lennon auf Empfehlung von Mick Jagger betrieben. George Harrison und Ringo Starr waren für die Verpflichtung von Klein, Paul McCartney war dagegen. Der Streit um Kleins Verpflichtung war einer der Gründe, die zur Auflösung der Beatles beitrugen. Auch diese Zusammenarbeit endete in den 1970er Jahren in juristischen Streitigkeiten. 
Später schrieb Paul McCartney zu Allen Klein: „Das war ein New Yorker Gauner, der nach London gekommen war und den Rolling Stones eingeredet hatte, er sei der richtige Mann für sie. Vorher hatte er das auch schon Sam Cooke erklärt. Ich roch sofort Lunte, aber die anderen nicht, wir haben uns darüber gestritten, und ich wurde überstimmt.“
Klein produzierte außerdem einige Filme, darunter die zur damaligen Zeit populären Italowestern, in denen meist der Schauspieler Tony Anthony in der Hauptrolle zu sehen war. In der Produktion mit dem Titel Blindman, der Vollstrecker aus dem Jahr 1971, in der Anthony einen blinden Revolverhelden verkörpert, übernahm Ex-Beatle Ringo Starr auf Empfehlung Kleins eine Hauptrolle.
Allen Klein starb am 4. Juli 2009 in New York im Alter von 77 Jahren an den Folgen der Alzheimer-Krankheit.

## Filmografie (Auswahl)
- 1968: Der Schrecken von Kung Fu (Lo straniero di silenzio)